# Léon Semmeling
Léon Semmeling (Moelingen, 4 febbraio 1940 – Liegi, 14 marzo 2024) è stato un calciatore belga, di ruolo centrocampista.

## Carriera
Vinse cinque volte il campionato belga (1961, 1963, 1969, 1970 e 1971) e due volte la coppa del Belgio (1966, 1967).

## Palmarès

### Giocatore

#### Competizioni nazionali
- Campionato belga: 5

Standard Liegi: 1960-1961, 1962-1963, 1968-1969, 1969-1970, 1970-1971
- Coppa del Belgio: 2

Standard Liegi: 1965-1966, 1966-1967

#### Competizioni internazionali
- Coppa Piano Karl Rappan: 1

Standard Liegi: 1974